# Tanytarsus shoudigitatus
Tanytarsus shoudigitatus är en tvåvingeart som beskrevs av Sasa 1989. Tanytarsus shoudigitatus ingår i släktet Tanytarsus och familjen fjädermyggor. Inga underarter finns listade i Catalogue of Life.